# Antonio Rañola
Antonio Racelis Rañola (ur. 16 maja 1932 w Manili) – filipiński duchowny rzymskokatolicki, w latach 1990-2003 biskup pomocniczy Cebu.

## Życiorys
Święcenia kapłańskie przyjął 26 marca 1956. 24 lutego 1990 został prekonizowany biskupem pomocniczym Cebu. Sakrę biskupią otrzymał 4 kwietnia 1990. 2 października 2003 przeszedł na emeryturę.